# Torheit
Torheit, ein abkommender Begriff der gehobenen Umgangssprache, beschreibt die negative (fehlerhafte) Seite der Einfalt.
Ein Tor oder töricht ist sinngemäß eine Person, die etwas nicht nachvollziehen kann, solange sie es nicht selbst erlebt hat. Der Tor erkennt erst, nachdem das Kind in den Brunnen gefallen ist, dass es tot ist. Vorher kann der Tor die Situation nicht abschätzen. Als Person handelt er also aus Beschränktheit töricht („… aufsässig, frech, unbelehrbar, unvernünftig, aggressiv, unreif, naiv …“). Ein Tor jagt Unerreichbarem nach oder wählt zur Erreichung vernünftiger Absichten ungeeignete (unpraktische) Mittel, beispielsweise mit Kanonen auf Spatzen zu schießen. Somit ist die Torheit das Gegenteil von Weisheit bzw. Klugheit oder Schlauheit.
In der älteren Sprache wird der Begriff oft mit schärferem Vorwurf verwendet. Der Tor ist ein Narr, unbelehrbar, mutwillig und stiftet erheblichen Schaden bis hin zum Frevel.

## Vorkommen in der Literatur
- Wolfram von Eschenbach bezeichnet seinen Parzival als „reinen Toren“, dies ist fast ein Oxymoron
- Richard Wagner bezeichnet ebenfalls seinen Parsifal als den reinen Toren, der allerdings durch Mitleid wissend wird:

„Durch Mitleid wissend, der reine Tor …“
- Johann Wolfgang von Goethe in Faust I: (Nacht) „… Da steh’ ich nun, ich armer Tor! // Und bin so klug als wie zuvor; …“ (aus dem Faust-Erstdruck von 1808)
- In Bibelübersetzungen wird das Wort häufig verwendet, beispielsweise:

Denn das Wort vom Kreuz ist denen, die verloren gehen, Torheit … (1 Kor 1,18 )
Hat Gott nicht die Weisheit der Welt als Torheit entlarvt? (1 Kor 1,20 )
… für Juden ein empörendes Ärgernis, für Heiden eine Torheit … (1 Kor 1,23 ).
- Erasmus von Rotterdam: Lob der Torheit, eine humoristische Überhöhung und Selbstreflexion der Torheit im täglichen Leben, auch warum Leben ohne Torheit, die reine Vernunft also, Blutleere bedeutet und die Lebensfreude zerstört.
- Heinrich von Kleist in Prinz Friedrich von Homburg: „Ich weiß, // Was dieses jungen Toren Brust bewegt?“
- Barbara Tuchman: Die Torheit der Regierenden – Von Troja bis Vietnam  ISBN 3-10-080005-2
- Erika Fuchs: „Das beste Werkzeug ist ein Tand, in eines tumben Toren Hand.“ (Daniel Düsentrieb)[1]

## Vorkommen im Film
- Obi-Wan Kenobi in Star Wars, Episode 4: Eine Neue Hoffnung: „Wer ist der größere Tor? Der Tor oder der Tor, der ihm folgt?“